# Club Deportivo Tedeón
El Club Deportivo Tedeón es un club de fútbol amateur de España del municipio de Navarrete, en La Rioja. Fue fundado en 1947 y milita en Regional Preferente de La Rioja desde su descenso en la temporada 2024-25. Este club se nutre principalmente de jugadores navarretanos y de pueblos de alrededor, muchos de ellos formados en las categorías inferiores de la escuela.

## Historia

### Inicios
El Club Deportivo Tedeón toma su nombre de la zona donde se asienta el pueblo de Navarrete, el cerro Tedeón. Se creó en 1947, por un grupo de jóvenes de la localidad, que usaron como equipación la camisa azul del mono de trabajo, a la que cosieron una "T" sobre fondo blanco, participando en competiciones no oficiales en los pueblos de alrededor.
El equipo como tal duró 6 años, no volviendo a aparecer hasta la década de los 60, a raíz de un torneo que organizó el periódico Nueva Rioja entre equipos de pueblos que no participaban en competiciones oficiales. La equipación pasó a ser verde con franjas negras, disputando la competición regional hasta que a principios de los años 90 el club vuelve a disolverse.

### Reaparición y primeros ascensos
En 1995 surge la Escuela de Fútbol de La Rioja, auspiciada por el Club Deportivo Logroñés, equipo que deja de apoyar dicha escuela poco después, haciéndose cargo el C.D. Tedeón de la misma, dedicando todo el esfuerzo al fútbol base. No fue hasta la temporada 2002-03 cuando se decide resucitar al equipo de la Regional Preferente. La primera gran alegría para el club llega con el primer ascenso a la Tercera División en 2008, tras acabar terceros en la competición regional. Se volvió a conseguir el ascenso en 2011, ganando la liga (Liga de los 100 goles) y de nuevo ascendiendo en 2014 y 2020.

### La Liga de los "100" Goles
Fue durante la temporada 2010-11, bajo las órdenes de Carmelo Abascal, el conjunto navarretano consiguió ganar la liga de Regional Preferente con 89 puntos. En esta temporada el Tedeón disputó 38 partidos, perdiendo únicamente tres, y anotando 103 goles (el partido contra el U. F. Rioja se suspendió en el minuto 42 cuando ganaban los verdinegros 0-2). Juan Pascual "Chano" fue el autor del gol n.º 100 en esa temporada.

### Los cuatro años consecutivos en Tercera
Las temporadas 2014-15 a 2017-18 fueron las de mayor gloria del equipo, consiguiendo mantener la categoría a falta de pocas jornadas, y mejorando año a año, convirtiéndose en un club asentado en la categoría. Tras cuatro años consecutivos peleando en la Tercera División, una mala campaña hace que en la temporada 2017-18 el equipo vuelva a jugar en Regional Preferente. 

### La final de la Copa Federación Riojana
En la temporada 2018-19, disputada entre los equipos de Regional Preferente, el C. D. Tedeón, al mando de Óscar Herreros, llegó a la final de esta Copa ganando todos sus partidos. La final se disputó contra el Casalarreina, en el Estadio Municipal de Deportes El Mazo, donde la afición verdinegra arropó al equipo con verdadera energía.
El partido acabó con 1-1, con gol de Jorge Marín (gracias al cual fue pichichi del torneo), con lo que el partido se tuvo que decidir a penaltis. La suerte no estuvo del lado verdinegro que cayó 3-4. Los navarretanos que anotaron desde los once metros fueron: Raúl Blanco (2°), Jorge Marín (4°) y Javi Huergo (5°).

### Ascenso en el año del Covid-19
Una vez se reanuda la competición en 2020 tras la pandemia del COVID-19, el club vuelve a la recuperar la categoría de Tercera División, aunque sólo se mantendría en esta división por una temporada.

### Vuelta a Tercera
No sería hasta la temporada 2022-23 cuando el Tedeón regresó a Tercera Federación tras una temporada casi perfecta, en la que acabó primero en la primera fase y se proclamó campeón en la fase de ascenso a falta de tres jornadas para finalizar.
Fue durante dos temporadas hasta que en la 2024-25 el Tedeón acabó último en la tabla y consumó su descenso a Regional.

## Campo
El primer campo fue el San Miguel Arena de hierba natural, muy irregular y donde no había asientos. Actualmente el San Miguel es un campazo de hierba artificial y con una grada de 400 personas sentadas y un aforo de 1000 personas en total.

## Uniforme
- Primera equipación: Camiseta a rayas verde y negra, pantalón negro y medias negras.
- Segunda equipación: Camiseta blanca con una franja diagonal verde y negra, pantalón verde y medias verdes.

## Palmarés
Nota: en negrita competiciones vigentes en la actualidad.
| Competición regional                  | Títulos           | Subcampeonatos |
| ------------------------------------- | ----------------- | -------------- |
| Regional Preferente de La Rioja (2/0) | 2010-11, 2022-23. |                |
| Primera Regional de La Rioja (0/1)    |                   | 1987-88.       |

## Datos del club
- Temporadas en Primera División: 0
- Temporadas en Segunda División: 0
- Temporadas en Primera Federación: 0
- Temporadas en Segunda Federación: 0
- Temporadas en Tercera Federación / Tercera División: 9
- Mejor puesto en la liga: 13.º en Tercera División (temporada 2016-17)
- Mayor goleada en Tercera División: C. D. Tedeón 7-0 C. D. Bañuelos (temporada 2011-12)

## Trayectoria

### Histórico de temporadas
| Temporada | División     | Puesto |
| --------- | ------------ | ------ |
| 1973-74   | 3.ª Regional | 9.º    |
| 1974-75   | 2.ª Regional | 14.º   |
| 1975-1976 | Inactivo     | —      |
| 1976-77   | 2.ª Regional | 14.º   |
| 1977-78   | 2.ª Regional | 7.º    |
| 1978-79   | 2.ª Regional | 12.º   |
| 1979-87   | Inactivo     | —      |
| 1987-88   | 1.ª Regional | 2.º    |
| 1988-89   | Preferente   | 10.º   |
| 1989-90   | Preferente   | 15.º   |
| 1990-91   | Preferente   | 15.º   |
| 1991-92   | Preferente   | 7.º    |
| 1992-93   | Preferente   | 8.º    |

| Temporada | División        | Puesto |
| --------- | --------------- | ------ |
| 1993-2002 | Inactivo        | —      |
| 2002-03   | Preferente      | 9.º    |
| 2003-04   | Preferente      | 14.º   |
| 2004-05   | Preferente      | 8.º    |
| 2005-06   | Preferente      | 9.º    |
| 2006-07   | Preferente      | 6.º    |
| 2007-08   | Preferente      | 3.º    |
| 2008-09   | 3.ª (Grupo XVI) | 18.º   |
| 2009-10   | Preferente      | 7.º    |
| 2010-11   | Preferente      | 1.º    |
| 2011-12   | 3.ª (Grupo XVI) | 18.º   |
| 2012-13   | Preferente      | 10.º   |
| 2013-14   | Preferente      | 5.º    |

| Temporada | División             | Puesto |
| --------- | -------------------- | ------ |
| 2014-15   | 3.ª (Grupo XVI)      | 15.º   |
| 2015-16   | 3.ª (Grupo XVI)      | 16.º   |
| 2016-17   | 3.ª (Grupo XVI)      | 13.º   |
| 2017-18   | 3.ª (Grupo XVI)      | 19.º   |
| 2018-19   | Preferente           | 5.º    |
| 2019-20   | Preferente           | 3.º    |
| 2020-21   | 3.ª (Grupo XVI)      | 17.º   |
| 2021-22   | Preferente           | 7.º    |
| 2022-23   | Preferente           | 1.º    |
| 2023-24   | 3.ª Fed. (Grupo XVI) | 16.º   |
| 2024-25   | 3.ª Fed. (Grupo XVI) | 18.º   |
| 2025-26   | Preferente           |        |

LEYENDA
```
 :Ascenso de categoría

 :Descenso de categoría
```

### Participaciones en playoffs de ascenso
| Temporada | Liga                | Ronda            | Rival          | Ida | Vuelta | Global |  | Ascenso |
| --------- | ------------------- | ---------------- | -------------- | --- | ------ | ------ |  | ------- |
| 2021-22   | Regional Preferente | Cuartos de final | Comillas C. F. | 2-1 | 2-1    | 2-1    |  |         |

### Hitos
- En la temporada 2008-09 empezó su andadura en Tercera División, endosando un increíble 3-0 al C. D. Arnedo en un partido difícil de olvidar, siendo esta su primera victoria en esta categoría. A pesar de ello el equipo no logró la permanencia.
- En la temporada 2011-12 cosechó dos grandísimos empates a domicilio contra el C. D. Anguiano primero (1-1) y contra el C. D. Calahorra después (2-2). Sin embargo, estos dos resultados no le sirvieron a los verdinegros para mantener la categoría. En esta misma temporada se produjo la mayor goleada de los navarretanos, que pasaron por encima al C. D. Bañuelos ganando 7-0 (Moi Jiménez x2, Jandro Martínez, Jorge Marín x2, Javi Huergo y un autogol).
- En la temporada 2014-15 apenas hubo sorpresas, pero sí que se puede destacar el valioso empate a dos contra el C. At. Vianés en Viana. Este resultado ayudó al Tedeón a conseguir por primera vez el objetivo de mantenerse en Tercera División.
- En la temporada 2015-16 consiguió un importantísimo empate a cero contra la Sociedad Deportiva Logroñés (uno de los equipos más fuertes de la competición) en el Estadio Las Gaunas. Además, esa misma temporada en Navarrete, cosecharon otro empate a dos para recordar. En esa temporada solo el C. D. Varea y Tedeón estuvieron invictos ante este equipo, y se podría decir que la SDL no consiguió el título de Liga por la tremenda hazaña de los navarretanos. El Tedeón volvió a salvar la categoría.
- En la temporada 2016-17 el Tedeón hizo su mejor primera vuelta consiguiendo 27 puntos, destacando el empate sin goles ante el Náxara C. D. y el 1-1 ante el C. Haro Deportivo (este último, dejando fuera de play-off al Haro). En esta campaña el Tedeón consiguió su mejor posición en la tabla, quedando 13º con 37 puntos, salvado a falta de tres jornadas y haciendo así su mejor año en Tercera División.
- En la temporada 2017-18 consiguió un empate a uno contra el C. D. Calahorra, equipo que ascendió a Segunda B, campeón invicto de la liga y que solo cedió cinco empates. Además logró la victoria en el estadio La Molineta, del C. D. Alfaro, algo que nunca antes se había conseguido. A pesar de estos resultados, no fue suficiente para seguir un año más en la categoría.
- En la temporada 2020-21, a pesar de perder su plaza en la Tercera División, arrancó un empate a 0 como visitante contra la U. D. Logroñés "B", que ese mismo año ascendería de categoría.

## Jugadores y entrenadores

### Jugadores fundadores
Los primeros navarretanos que integraron el club fueron: Federico, Dopazo, Mateo, Moisés, José Luis Huergo, Azofra, Antonio Cillero, Emilio Bañares, Quió y Cameno.

### Entrenadores recientes
- 2007-2009: Saúl Ubis "Goyo".
- 2009-2013: Carmelo Abascal.
- 2013-2015: Íñigo Rodríguez.
- 2015-2016: Gonzalo Santamaría / Javier Moncayo.
- 2016-2017: Óscar Sáenz.
- 2017-2018: Alberto Rubio / Gonzalo Sánchez.
- 2018-2019: Óscar Herreros.
- 2019-2020: Gonzalo Sánchez
- 2020-2021: Héctor Blanco.
- 2021-2022: David Hernández.

## Goleadores históricos del Tedeón en Tercera División
| #  | Jugador                 | Goles |
| -- | ----------------------- | ----- |
| 1º | Jorge Marín             | 53    |
| 2º | Jonathan García "Trini" | 17    |
| 3º | Moi Jiménez             | 16    |
| 4º | Rodri Marín             | 13    |

| Gol nº | Jugador                  |
| ------ | ------------------------ |
| 1º     | Alberto Sancha "Melendi" |
| 50º    | Jandro Martínez          |
| 100º   | Rodri Marín              |
| 150º   | Rodri Marín              |
| 200º   | Jorge Marín              |

## Himno del club

### Letra
Tedeón, Tedeón, Tedeón,

adelante que eres campeón,
en el fútbol no tienes rival,
que viva el Tedeón.

El portero es cosa seria,
la defensa es lo mejor,
superiores son los medios
y la delantera atroz.

Tedeón, Tedeón, Tedeón,
adelante que eres campeón,
en el fútbol no tienes rival,

que viva el Tedeón.